# Bieler Fototage
Die Bieler Fototage sind das einzige, jährlich stattfindende Fotofestival in der Schweiz. Veranstalter ist der 1997 gegründete, gleichnamige Verein. 

## Das Festival
Das Festival präsentiert jedes Jahr im September die Werke von ca. 25 Schweizer und internationalen Fotografen an bekannten oder auch ausgefallenen Orten der Stadt Biel. Zeitgleich finden verschiedene Veranstaltung statt, beispielsweise zum Kennenlernen und zum künstlerischen Austausch. Es werden auch Workshops sowie Führungen durch die Ausstellungen und der Fotowettbewerb «Photo Safari» angeboten. Der Hauptpreis «Rado Star Prize Switzerland at Biel/Bienne Festival of Photography»
wird von den Bieler Fototagen und der Firma Rado Watch vergeben. Daneben gibt es einen Nachwuchsförderpreis.
Das Ausstellungsprogramm der Bieler Fototage wird von einer künstlerischen Leitung ausgewählt. Es erfolgt keine Ausschreibung.